# Female husband

« Female husband » est un terme anglais désignant une personne née en tant que femme, mais vivant en tant qu'homme, et qui épouse une autre femme. Le terme est historiquement connu depuis le XVIIe siècle et a été popularisé par Henry Fielding, qui a produit un récit romancé en 1746 du procès de Mary Hamilton intitulé The Female Husband.
Des poursuites judiciaires et des procès impliquant des femmes vivant sous une identité masculine et épousant d'autres femmes ont été signalés aux XVIIe et XVIIIe siècles. Dans nombre de ces cas historiques, les female husbands sont présentées comme ayant trompé les femmes avec lesquelles elles se sont mariées et ont été accusées de fraude.

## Apparition historique du terme et description

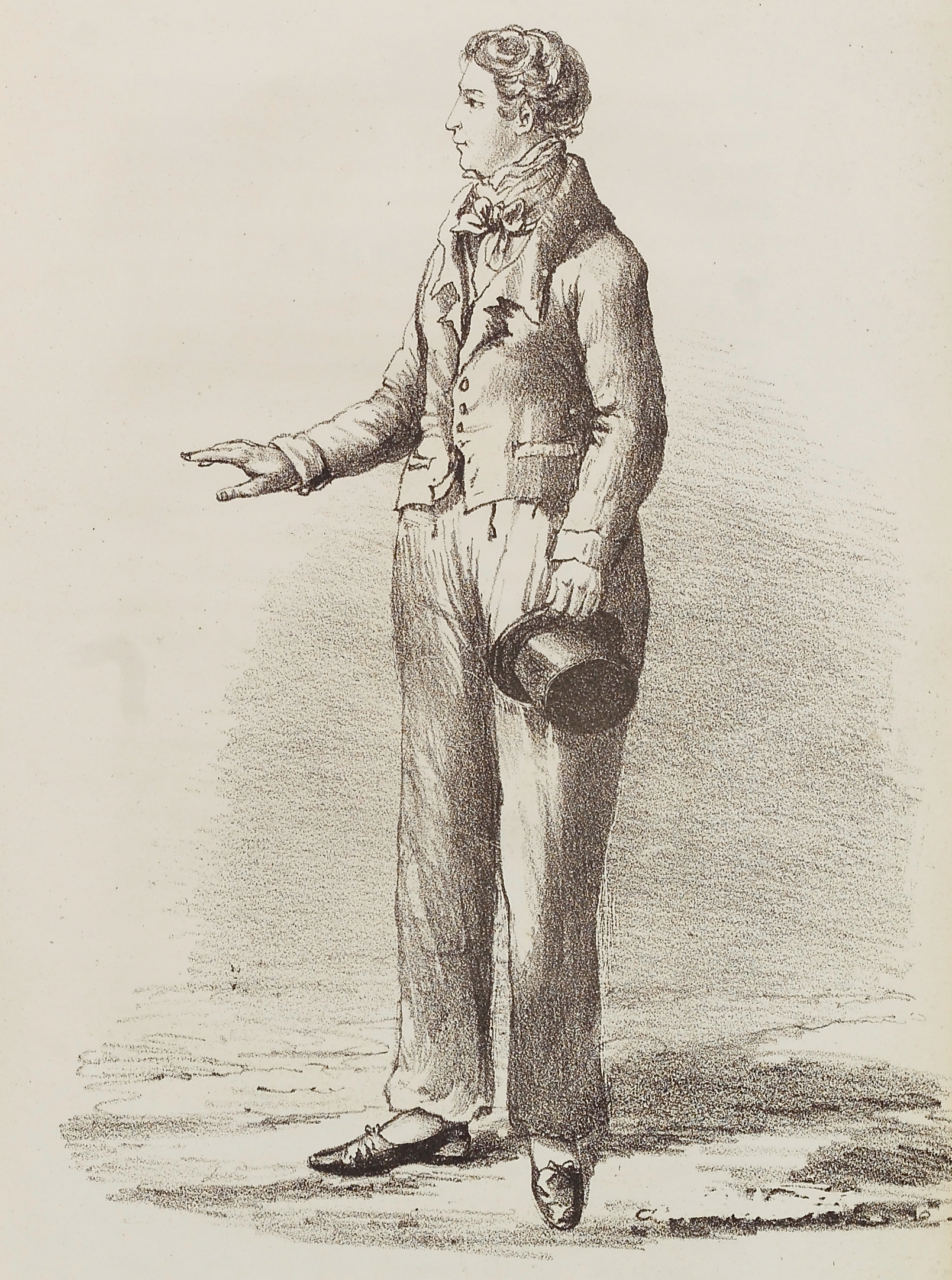
Portrait de James Allen (The Female Husband), 1829.

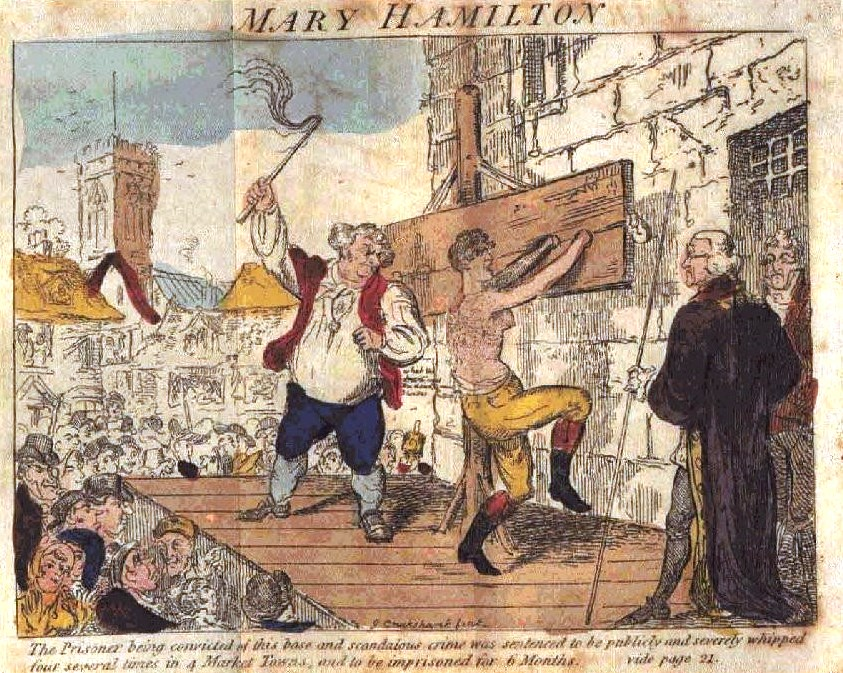
Charles Hamilton.

Aux XVIIe et XVIIIe siècles, en Angleterre et aux États-Unis, apparaissent des cas de femmes ayant changé leur identité pour vivre en tant qu'hommes et s'étant mariées avec des femmes. Ces cas défraient la chronique, et quelques procès et procédures judiciaires sont bien documentés.
Le terme utilisé la première fois par l'écrivain Henry Fielding en 1746 dans son livre The female husband, qui raconte la vie de Mary Hamilton. Après la publication de ce livre, le terme circule dans la presse britannique et est utilisé pour dépeindre les femmes qui se mettent en couple avec une femme, ou qui vivent en hommes et prennent des occupations masculines. La récurrence régulière de cette thématique dans la presse américaine est relevée par Rachel Hope Cleves (en).
Dans nombre de ces cas historiques, les female husbands ont été présentées comme ayant trompé les femmes avec lesquelles elles se sont mariées et accusées de fraude. Ces cas sont retracés dans les livres de Jen Manion (Female Husbands: A Trans History) et Emily Skidmore, qui se sont intéressées au phénomène, en analysant les raisons et les parcours des personnes qui recouraient à un changement d'identité de genre, passant d'un genre féminin à un genre masculin. Jack Halberstam a présenté des cas s'étant déroulés aux États-Unis.
Les raisons sont diverses. Certaines femmes qui se travestissaient de la sorte voulaient accéder à des métiers masculins qui étaient mieux rémunérés, mais les female husbands, en épousant une femme, pouvaient simplement vouloir épouser une femme dans une société où les relations sexuelles entre femmes n'étaient pas admises, ou encore souhaitaient simplement vivre en tant qu'hommes. On trouve aussi des cas de personnes intersexes.
Aux États-Unis le terme « lesbienne » est utilisé pour la première fois dans les médias américains en 1883, de façon concomitante avec l'utilisation du terme de female husband pour la dernière fois pour Frank Dubois. Emily Skidmore démontre que la presse locale est nettement plus progressiste dans son traitement des cas de female husbands que la presse nationale américaine. Cette dernière s'inspire rapidement des travaux pionniers menés par des sexologues et psychologues du XIXe siècle traitant du sujet émergent de l'inversion féminine et attachant à ces femmes des diagnostics pathologisants, en stigmatisant et médicalisant le terme. Les journaux locaux américains s'attachaient davantage à comprendre pourquoi des femmes pouvaient être amenées à prendre de tels parcours. Les female husbands bénéficiaient souvent du soutien de leurs communautés locales.
Le terme de female husbands bien qu'utilisé par la presse pour moquer ces personnes, n'en rend pas moins la catégorie bien visible. Entre octobre et mi décembre 1883 par exemple, toutes les éditions du Waupun Times mentionnent Frank Dubois, sauf à deux reprises.

## Cas notables defemale husbands

### James Howard - 1680
Le 12 septembre 1680 à Londres, James Howard épouse Arabella Hunt. Hunt a ensuite demandé le divorce en déclarant que Howard était du double sexe ou hermaphrodite et toujours marié à un homme en tant que femme. Après avoir été examinée par des sages-femmes, Howard a été déclarée femme « dans toutes ses parties ». Le statut social d'Howard (en tant que noble) et sa volonté de se conformer à l'ordonnance du tribunal le protégeaient de toute sanction,.

### Marie Jewit - 1682
Le premier cas documenté mentionnant spécifiquement le terme female husband a été décrit dans un texte intitulé The Male and Female Husband en 1682. Il décrit le cas d'une personne intersexuée nommée Mary Jewit, qui est abandonnée et qui est élevée comme une fille par une sage-femme à St Albans. Jewit travaille avec l'infirmière pendant des années sous une identité féminine, jusqu'au moment où elle met une femme enceinte. Un juge décide que cet acte est une preuve de virilité et que Jewit devait vivre comme un homme et épouser la femme. Jewit a accepté de le faire.

### Cas répertorié par Anthony Wood - 1694
En 1694, Anthony Wood écrit dans une lettre :[réf. nécessaire]

« ... appeared at the King's Bench in Westminster hall a young woman in man's apparel, or that personated a man, who was found guilty of marrying a young maid, whose portion he had obtained and was very nigh of being contracted to a second wife. Divers of her love letters were read in court, which occasion'd much laughter. Upon the whole she was ordered to Bridewell to be well whipt and kept to hard labour till further order of the court. »

### Sarah/John Ketson - 1720
En 1720, Sarah Ketson prend le nom de John et tente d'épouser une femme nommée Ann Hutchinson. Elle est condamnée pour fraude.

### James Howe - 1732
James Howe est un tavernier de l'East End à Londres, marié à Mary. Ils ont grandi ensemble dans un milieu social défavorisé et commencé à travailler encore adolescents. Le couple travaille dur et tient la taverne du cheval Blanc, paie ses impôts, va à l'église. Leur mariage dure 30 ans. En 1732, le couple décide que James se fera passer pour un homme pour que les deux puissent rester ensemble en tant que mari et femme.

### Marie/Charles Hamilton - 1746
Charles Hamilton est une personne née sous une identité féminine, qui s'est travestie et qui, vivant comme un homme sous le nom de Charles Hamilton, épouse Mary Price. Lorsque Mary Price commence à douter de la virilité d'Hamilton, celui-ci est poursuivi pour vagabondage et condamné en 1746 à la flagellation et à six mois d'emprisonnement. Henry Fielding a publié un récit fictif populaire de l'affaire sous le titre The Female Husband.

### Sarah Paul/Samuel Bundy - 1759
En 1759, Sarah Paul, sous le nom de Samuel Bundy, est condamnée et envoyée à Southwark Bridewell pour avoir incité Mary Parlour à l'épouser et lui avoir escroqué de l'argent et des vêtements. Bien que ce soit Parlour qui ait porté l'affaire, cela semble avoir été sous la pression de sa communauté. Parlour connaissait le sexe de Paul et a initialement choisi de poursuivre leur relation. Des voisins qui soupçonnaient qu'ils n'avaient pas consommé le mariage ont découvert que Paul se comportait comme un homme. Parlour ne s'est pas présentée au procès, ce qui a conduit le magistrat à décharger Paul, mais pas avant d'avoir ordonné que ses vêtements masculins soient brûlés.

### James Allen - 1829

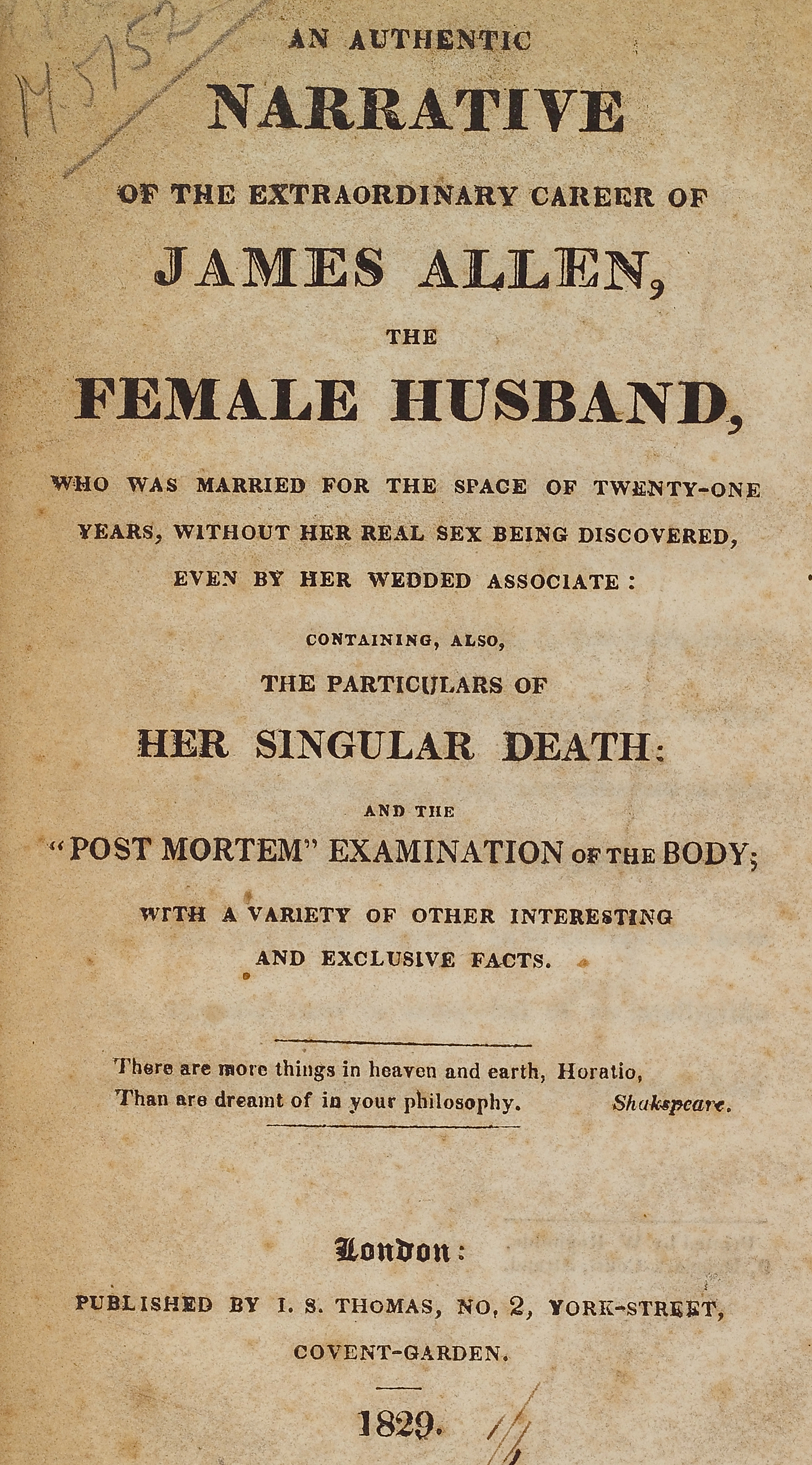
Page de titre d'une brochure sensationnelle contemporaine des faits rapportant l'affaire James Allen.

À la mort de James Allen en 1829, tué par de violents coups portés à la tête, le médecin légiste John Martin conclut son rapport en indiquant que « le mort est une femme ». Le coroner chargé du dossier, Thomas Shelton, se fondera lui sur le certificat de mariage de James Allen pour appuyer l'argument de sa masculinité,.
James Allen avait vécu avec succès en tant qu'homme sans faire face à des poursuites pendant 21 ans,,. Allen épouse Abigail (née Naylor) en 1807 à l'église Saint-Gilles de Camberwell (en). Ce n'est que lors d'une autopsie au St Thomas' Hospital de Londres que son sexe biologique est révélé comme étant celui d'une femme. Abigail déclare qu'elle « ne se méfiait pas du sexe de son mari parce qu'Allen était étrangement fort ». Elle se sent alors menacée par ses voisins et la seule façon de la laisser tranquille est de jurer qu'elle n'en avait aucune idée. Une brochure sensationnelle prétend fournir au public « un récit authentique de la carrière extraordinaire de James Allen, le mari féminin [...] ».

### Frank Dubois
Frank Dubois est la dernière personne qualifiée de female husband aux États-Unis.
Il quitte son mari et ses deux enfants à Belvidere dans l'Illinois et démarre une nouvelle vie à Waupun dans le Wisconsin, où il se forge une réputation d'homme travailleur. Il épouse Gertrude Fuller et le couple est très bien intégré dans la vie de la communauté locale. Ce n'est que lorsque son ancien mari Samuel Hudson arrive en ville à sa recherche en octobre 1883 que l'identité qui lui a été assignée à la naissance est révélée par les médias.
Cette même année voit l'apparition du terme « lesbienne » dans les médias américains pour la première fois. Frank Dubois est, lui, qualifié de female husband, le terme utilisé par l'écrivain Henry Fielding en 1746 dans son livre The Female Husband qui raconte la vie de Mary Hamilton. Après la publication de ce livre, le terme circule dans la presse et est utilisé pour dépeindre les femmes qui se mettent en couple avec une femme, ou qui vivent en hommes et prennent des occupations masculines. La récurrence régulière de cette thématique dans la presse américaine est relevée par Rachel Hope Cleves (en) (p. 109).
Le terme, bien qu'utilisé par la presse pour se moquer de ces personnes, n'en rend pas moins la catégorie visible, alors qu'au même moment les sexologues traitant du sujet émergeant de l'inversion féminine attachent à ces femmes des diagnostics pathologisants(p. 107). Entre octobre et mi décembre 1883, toutes les éditions du Waupun Times mentionnent Frank Dubois, sauf à deux reprises.
Après les premières annonces dans la presse, un journaliste du Milwaulkee Journal parvient à publier le 1er novembre 1883 une interview intitulée He is a woman du couple, dans laquelle Dubois refuse tout d'abord d'admettre être une femme pour s'exécuter ensuite en pleurant, et dans laquelle il est décrit comme « efféminé », alors que sa femme est décrite en des termes flatteurs. À la question du journaliste « You insist that you are a man? », il répond « I do. I am. As long as my wife is satisfied it's nobodies business. »

## Réception par le mouvement des droits des femmes
Les cas de female husbands sont en général passés inaperçus des militantes des droits des femmes. L'expérience de vie de ces personnes n'était pas perçue comme porteuse de progrès et lorsqu'elles étaient décrites, c'était souvent de manière critique. Hannah More, bien qu'elle ait juré de ne pas se marier et de se consacrer à l'éducation des femmes, croyait que la supériorité des femmes se démontrait par leur capacité à se sacrifier et à obéir. Par conséquent, elle n'a pas encouragé les femmes à assumer des rôles typiquement considérés comme masculins et à devenir des « imitatrices masculines ».
Priscilla Wakefield, une quaker féministe et écrivaine vivant à Londres, a ridiculisé l'idée d'un homme féminin ou d'une femme masculine, croyant en la séparation naturelle des hommes et des femmes. Pour elle, une femme devenant un homme serait un terrible « citoyen, mari et père » et serait accablée par « le sentiment exquis, la délicatesse, la douceur et la patience de l'excellence féminine ».